# 國道14號 (日本)

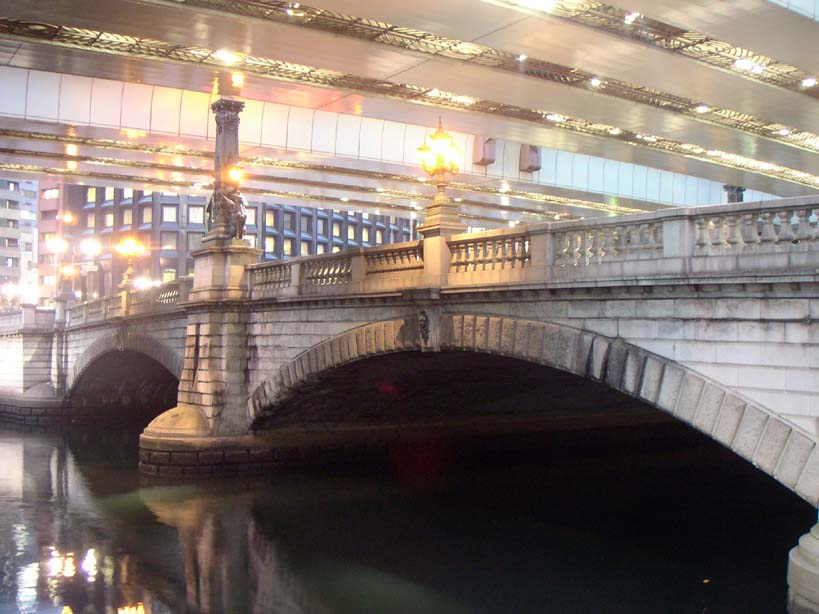
日本橋

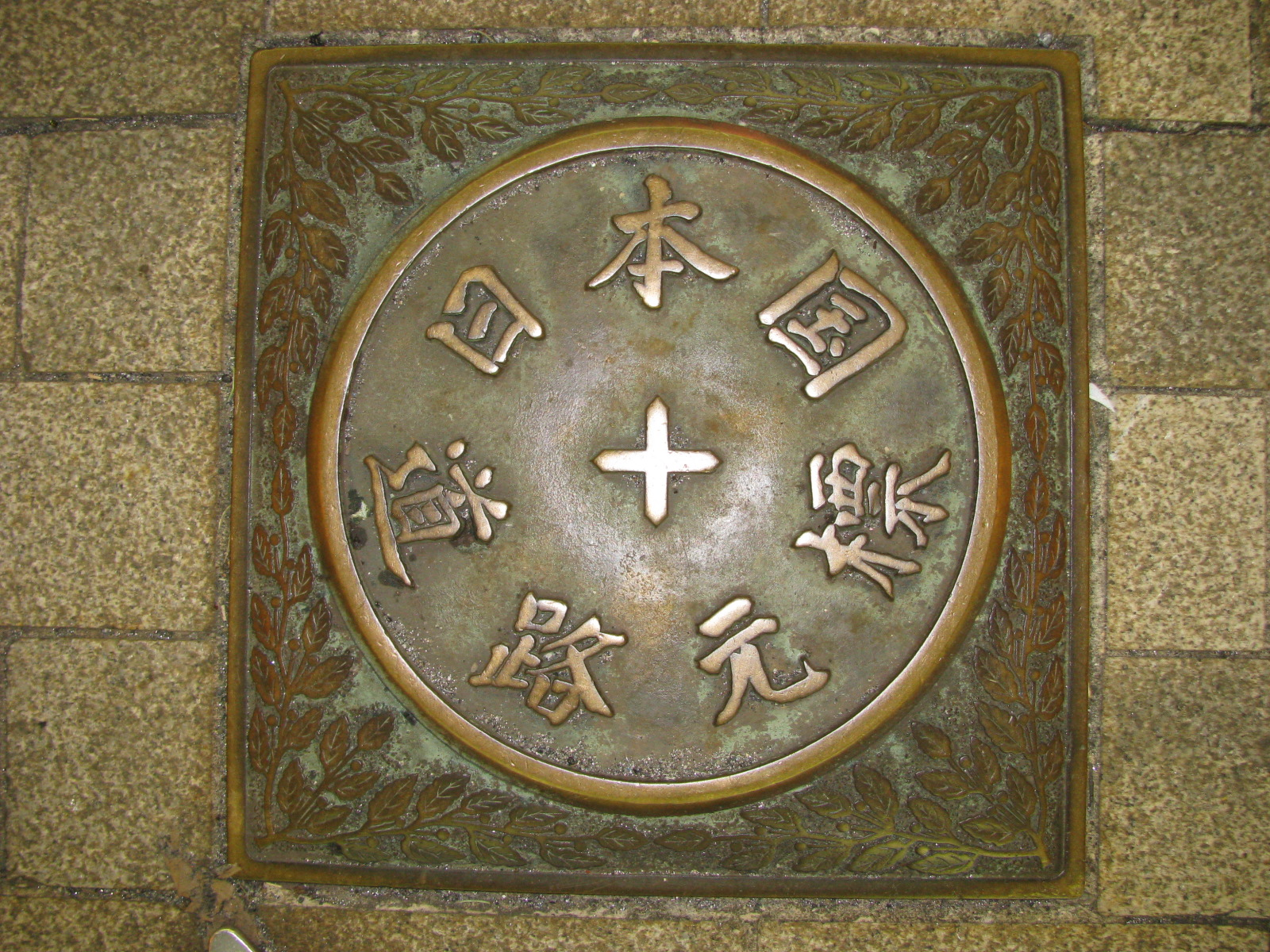
日本橋中央的日本國道路元標

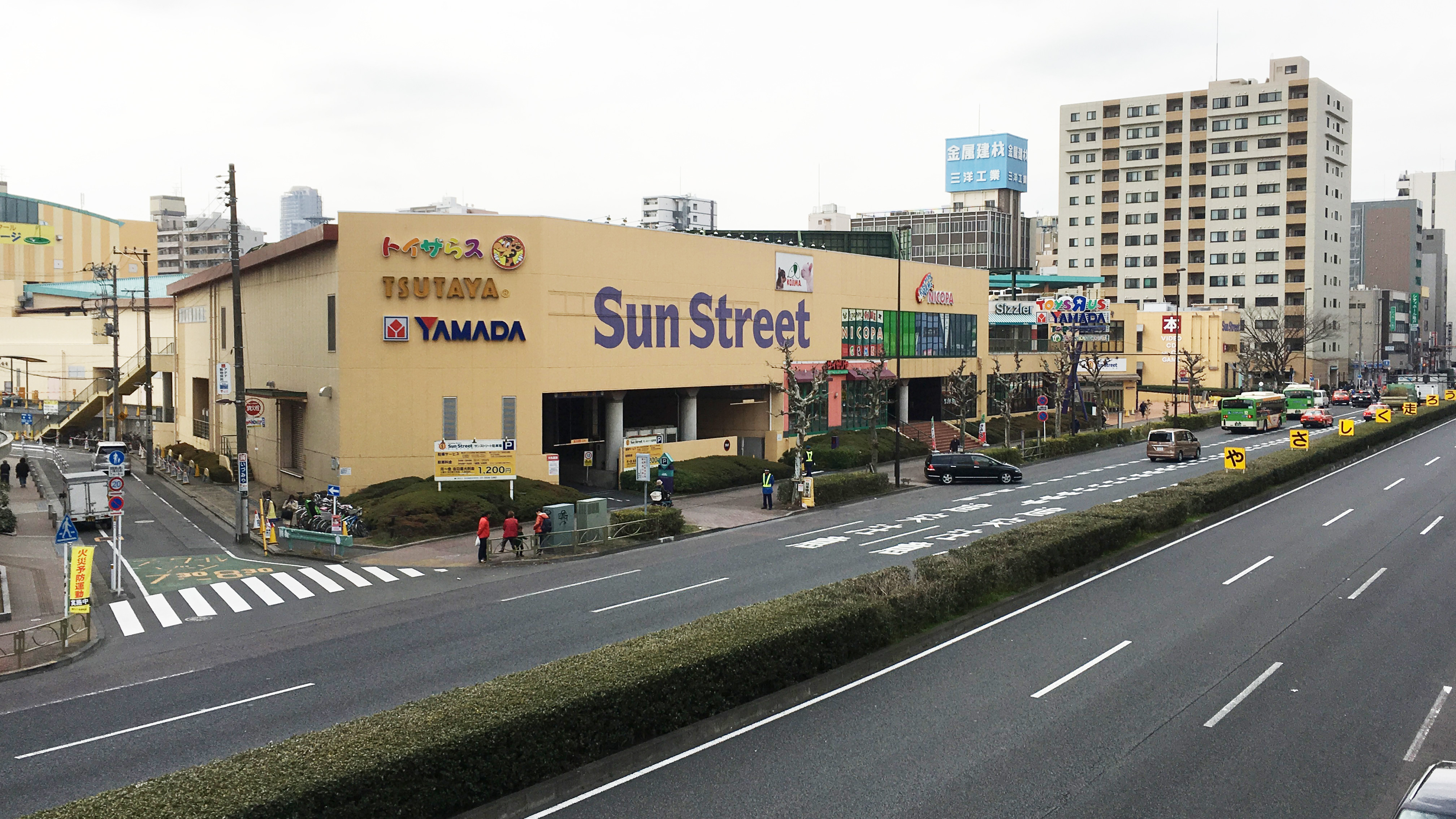
Sun Street龜戶（サンストリート亀戸）前
右為奧錦糸町、日本橋方向

國道14號（日语：／ Kokudō Jūyon-gō）是日本東京都中央區至千葉縣千葉市的一般國道。
東京都江戶川區起至千葉市為千葉街道（現道）與京葉道路（繞道）2路線並行。

## 概要
- 起點：東京都中央區（日本橋 = 國道1號、國道4號、國道6號、國道15號、國道17號、國道20號起點）
- 終點：千葉縣千葉市中央區（廣小路交岔點 = 國道51號起點、國道126號交匯點）
- 重要經過地：東京都墨田區（江東橋四丁目）、江東區（龜戶五丁目）、江戶川區（松島一丁目）、千葉縣市川市（平田二丁目、大和田二丁目）、船橋市（本町二丁目、湊町二丁目）、習志野市（津田沼六丁目、袖浦二丁目）
- 指定區間：東京都中央區日本橋（起點） - 千葉縣千葉市中央區登戶一丁目19番9（登戶交岔點、國道357號交匯點），但是以下區間除外。
  - 東京都江戶川區松島一丁目（東小松川交岔點） - 市川市八幡一丁目 - 船橋市本町三丁目 - 習志野市 - 千葉市花見川區幕張本鄉一丁目36番4（幕張IC）<京葉道路並行區間>

## 歷史
自船橋佐倉街道（後成田街道）起分離，經千葉、木更津安房至江戶灣（東京灣）的街道，叫作千葉街道。明治時代，東京至千葉間為「千葉街道」，千葉至館山間為「房總街道」，東京至千葉間亦為房總街道。
1885年（明治18年）内務省告示第6號「國道表」，東京至千葉間的千葉街道為國道13號「東京往千葉縣路線」，1920年（大正9年）施行的舊道路法路線認定，國道7號「東京市往千葉縣廳所在地路線」。1952年（昭和27年）12月4日基於新道路法指定為一級國道14號，1965年（昭和40年）4月1日的道路法改正為一級、二級別的一般國道14號。

## 通過市町村
- 東京都
  - 中央區 - 墨田區 - 江東區 - 江戶川區
- 千葉縣
  - 市川市 - 船橋市 - 習志野市 - 千葉市（花見川區 - 美濱區 - 花見川區 - 稻毛區 - 中央區）

## 共線區間
- 東京都中央區日本橋 - 東京都中央區日本橋室町（室町三丁目交岔點）：國道17號
- 東京都中央區日本橋 - 東京都中央區日本橋本町（本町三丁目交岔點）：國道4號
- 東京都中央區日本橋 - 東京都中央區日本橋馬喰町（淺草橋交岔點）：國道6號
- 東京都江戶川區小松川（東小松川交岔點） - 東京都江戶川區中央（八藏橋交岔點）：東京都道308號千住小松川葛西沖線（平和橋通）
- 東京都江戶川區北小岩（江戶川交岔點） - 千葉縣市川市新田（新田五丁目交岔點）：千葉縣道、東京都道60號市川四木線
- 千葉縣千葉市美濱區真砂 - 千葉縣千葉市中央區登戶（登戶交岔點）：國道357號

## 交岔道路
（江戶川區 - 千葉市間京葉道路除外）
- 東京都
  - 國道1號、國道15號、國道20號（共線） - 中央區日本橋（起點）
  - 國道17號 - 中央區日本橋室町（室町三丁目交岔點）
  - 國道4號、東京都道316號日本橋芝浦大森線（昭和通） - 中央區日本橋本町（本町三丁目交岔點）
  - 國道6號、東京都道302號新宿兩國線（靖國通） - 中央區日本橋馬喰町（淺草橋交岔點）
  - 東京都道319號環狀三號線（三目通） - 墨田區綠（綠三丁目交岔點）
  - 東京都道465號深川吾嬬線（四目通） - 墨田區江東橋（錦糸町站交岔點）
  - 東京都道306號王子千住南砂町線（明治通） - 江東區龜戶（龜戶站前交岔點）
  - 東京都道476號南砂町吾嬬町線（丸八通） - 江東區龜戶（龜戶七丁目交岔點）
  - 東京都道308號千住小松川葛西沖線（平和橋通） - 江戶川區小松川（東小松川交岔點）、江戶川區中央（八藏橋交岔點）
  - 東京都道318號環狀七號線（環七通） - 江戶川區興宮町（鹿本中學校前交岔點）
  - 東京都道307號王子金町江戶川線（柴又街道） - 江戶川區東小岩（東小岩四丁目交岔點）
  - 千葉縣道、東京都道60號市川四木線（東京都道315號御徒町小岩線共線，藏前橋通） - 江戶川區北小岩（江戶川交岔點）
- 千葉縣
  - 千葉縣道1號市川松戶線 - 市川市市川（市川廣小路交岔點）
  - 千葉縣道6號市川浦安線 - 市川市八幡（交岔點名不明）
  - 千葉縣道51號市川柏線 - 市川市八幡（本八幡站前交岔點）
  - 千葉縣道59號市川印西線 - 市川市鬼越（鬼越二丁目交岔點）
  - 千葉縣道39號船橋停車場線 - 船橋市湊町（湊町二丁目交岔點）
  - 國道296號、千葉縣道8號船橋我孫子線 - 船橋市宮本（船橋競馬場站前附近）
  - 千葉縣道57號千葉鎌谷松戶線 - 千葉市美濱區幕張西（交岔點名不明）
  - 千葉縣道15號千葉船橋海濱線 - 千葉市花見川區幕張町（幕張一丁目交岔點）
  - 國道357號 - 千葉市美濱區真砂、千葉縣千葉市中央區登戶（登戶交岔點）
  - 國道51號、國道126號 - 千葉市中央區本町（廣小路交岔點）（終點）

## 繞道
- 京葉道路 - 東京都江戶川區松島（東小松川交差點） - 千葉縣千葉市稻毛區園生町穴川IC

## 收費道路
- 京葉道路 - 東京都江戶川區谷河内京葉口 - 千葉縣千葉市稻毛區園生町穴川IC

## 別名
- 中央通（國道17號共線區間）
- 江戶通（國道6號共線區間）
- 京葉道路（繞道）
- 千葉街道（現道）
- 東京灣岸道路（國道357號共線區間）

## 關連項目
- 京葉道路
- 千葉街道
- 東京灣岸道路
- 關東地方道路一覽

## 外部連結
- 關東地方整備局 （页面存档备份，存于）
  - 東京國道事務所 （页面存档备份，存于）
  - 千葉國道事務所 （页面存档备份，存于）